# 舌打ち
舌打ち（したうち）とは、舌と口腔を使って音を出す、人間の行為のひとつである。俗に「舌を鳴らす」とも呼ばれることがあるが、この言い回しには違う意味が含まれることもあるので使用には注意を要する。

## 方法と原理
通常、以下のような手順で行われる。
1. 唇を、すぼめないままでごく小さく（狭く）開ける。前には突き出さないこと（後述する）。
2. 舌の一部を歯や上の歯茎あるいは上顎に密着させ、空気が漏れないようにする。舌の先端を上下の歯で軽く挟むか、舌の周囲を上の歯の内側や歯茎との境目付近に密着させるのが一般的。舌の中央部を盛り上げて上顎の中心付近に押し付けるなどしても実現できる。その場合は舌の先端は下顎（下の歯の内側付近など）に固定されている場合が多い。
3. その状態で、口から息をやや強く吸おうとしながら舌を喉の側や下側に引いたり、下顎を下げたりすると、一時的に舌と上顎の間の空間の気圧が下がる。さらに動作を続けると、舌が上顎から離れることによってこの空間が気密でなくなる。この時、空気がこの空間に急速に流入することによって音が出る。

口の形や舌の位置を変えることで、音質も若干変化させることができる。

## 言語及び非言語としての運用
日本では歯がゆいことがあった時や悔しい時など、何らかの不快なことがあった時に行われることが多い。このため、多くの場合他人にも不快感を与え、安易に多用すると周囲との人間関係を悪化させる可能性が高い。しかし、シリアでは同情した時、インドでは「うん」「ううん」「へぇ」「そう」のような相槌代わりなど、国や文化によってこの動作の意味は大きく異なる。
アフリカの諸語においては、数種の舌打ちに近い音が子音として用いられている（吸着音）。数種の音を使い分ける言語もある。

## 注意点
小動物の注意を引くなどの目的で上述の動作を行う場合は「舌打ち」とは呼ばれずに「舌を鳴らす」などと呼ばれることも多い。
また、口をすぼめた状態（唇を突き出した状態。いわゆるおちょぼ口）で人間に対して（特に、相手の目を見て）舌を鳴らすと、音や動作が接吻に酷似しているため、愛情表現の一種と受け取られることがままある。

## 擬音
小説や漫画などで「ちっ」「ちぇっ」などと表記されている場合、不快の意を表す舌打ちとしての描写であることが多い。
そうではない場合、小動物の注意を引く時などは「ちょっちょっ」、愛情を表現する時などは「ちゅっ」「ちゅー」と表記されることもある。